# Сан Коломбано (Торино)
Сан Коломбано је насеље у Италији у округу Торино, региону Пијемонт.
Према процени из 2011. у насељу је живело 24 становника. Насеље се налази на надморској висини од 1301 м.